# Szpikołosy
Szpikołosy – wieś w Polsce położona w województwie lubelskim, w powiecie hrubieszowskim, w gminie Hrubieszów.

## Części wsi
| SIMC    | Nazwa              | Rodzaj    |
| ------- | ------------------ | --------- |
| 0889545 | Jakubówka          | część wsi |
| 0889551 | Kazimierówka       | część wsi |
| 0889568 | Kolonia Szpikołosy | część wsi |
| 0889574 | Szwajcary          | część wsi |

Wieś Szpikłosy była wsią starostwa hrubieszowskiego położoną w XVIII wieku w województwie bełskim. W latach 1975–1998 miejscowość administracyjnie należała do województwa zamojskiego. 
Wieś jest sołectwem w gminie Horodło. Wieś stanowi sołectwo gminy Hrubieszów. Według Narodowego Spisu Powszechnego (III 2011 r.) liczyła 464 mieszkańców i była szóstą co do wielkości miejscowością gminy.
Wierni Kościoła rzymskokatolickiego należą do parafii Przemienienia Pańskiego w Szpikołosach. We wsi znajduje się dawna cerkiew greckokatolicka pw. Narodzenia Pana Jezusa z początku XIX w., obecnie kościół rzymskokatolicki pw. Matki Boskiej Łaskawej. Znajduje się tam również cmentarz dwuzwyznaniowy.